# Eopsaltria
Eopsaltria is een geslacht van zangvogels uit de familie Australische vliegenvangers (Petroicidae).

## Soorten
Het geslacht kent de volgende soorten:
- Eopsaltria australis  – Groenstuitvliegenvanger
- Eopsaltria griseogularis  – Grijsborstvliegenvanger